# Iglesia del Corazón de María (Oviedo)

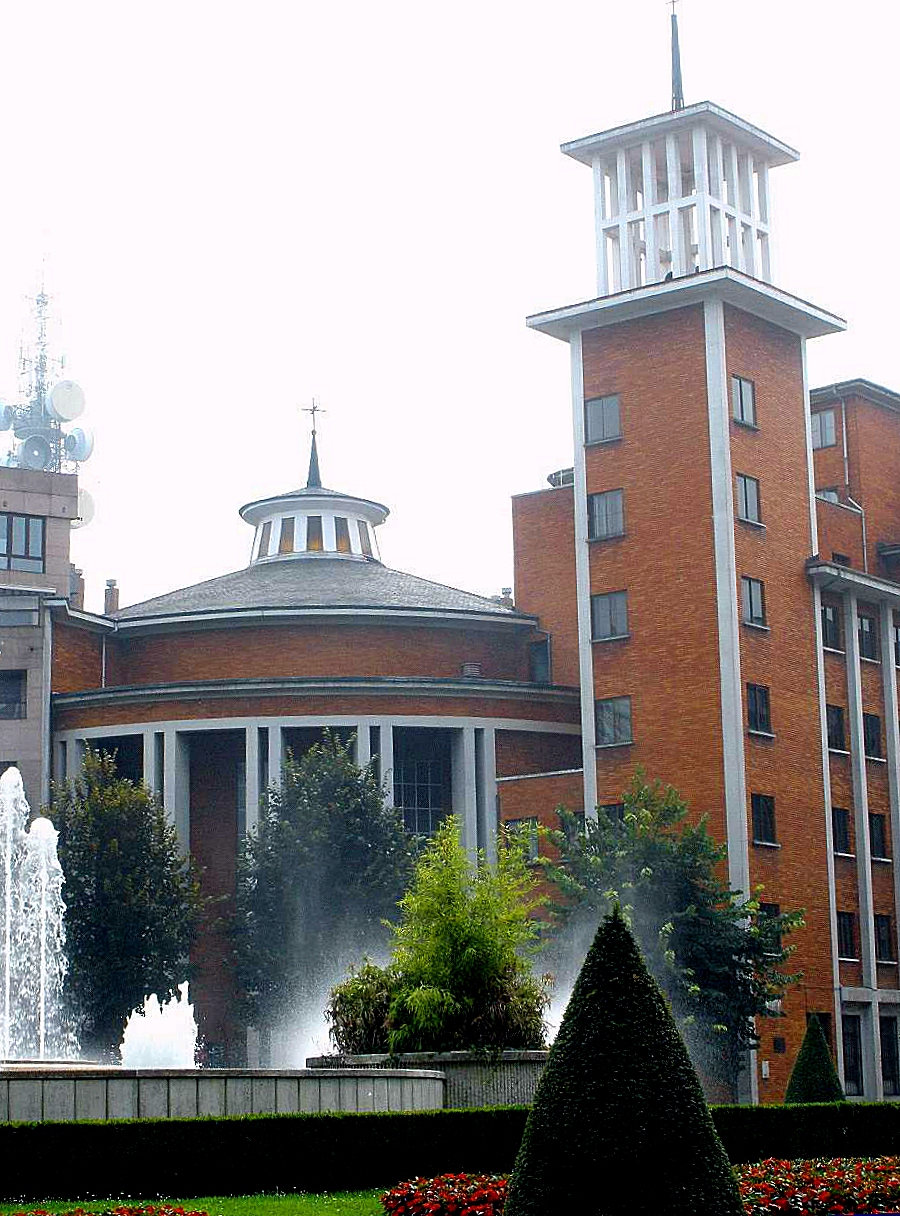
Iglesia del Corazón de María en la Plaza de América

La iglesia del Corazón de María es un templo católico de la capital asturiana en Oviedo (España), regentado por los Claretianos. Se encuentra situado en la Plaza de América, 12, frente a la fuente inaugurada en el año 1992 y que conmemora el V centenario del Descubrimiento de América. Los Claretianos de Oviedo, junto con los de Gijón, los únicos conventos existentes de esta orden en Asturias, se organizan en la Provincia Claretiana de Santiago.

## Descripción

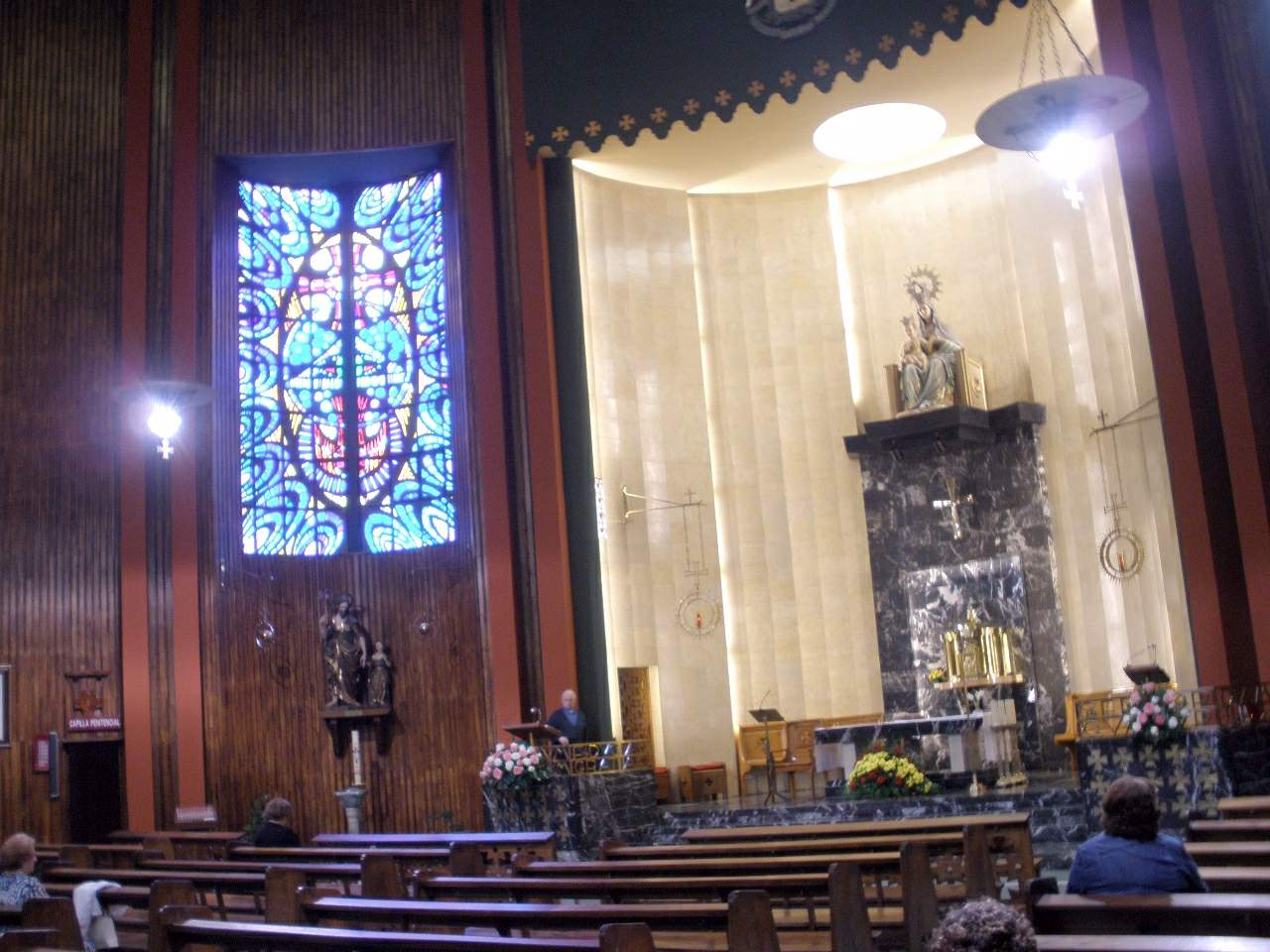
Interior del Corazón de María

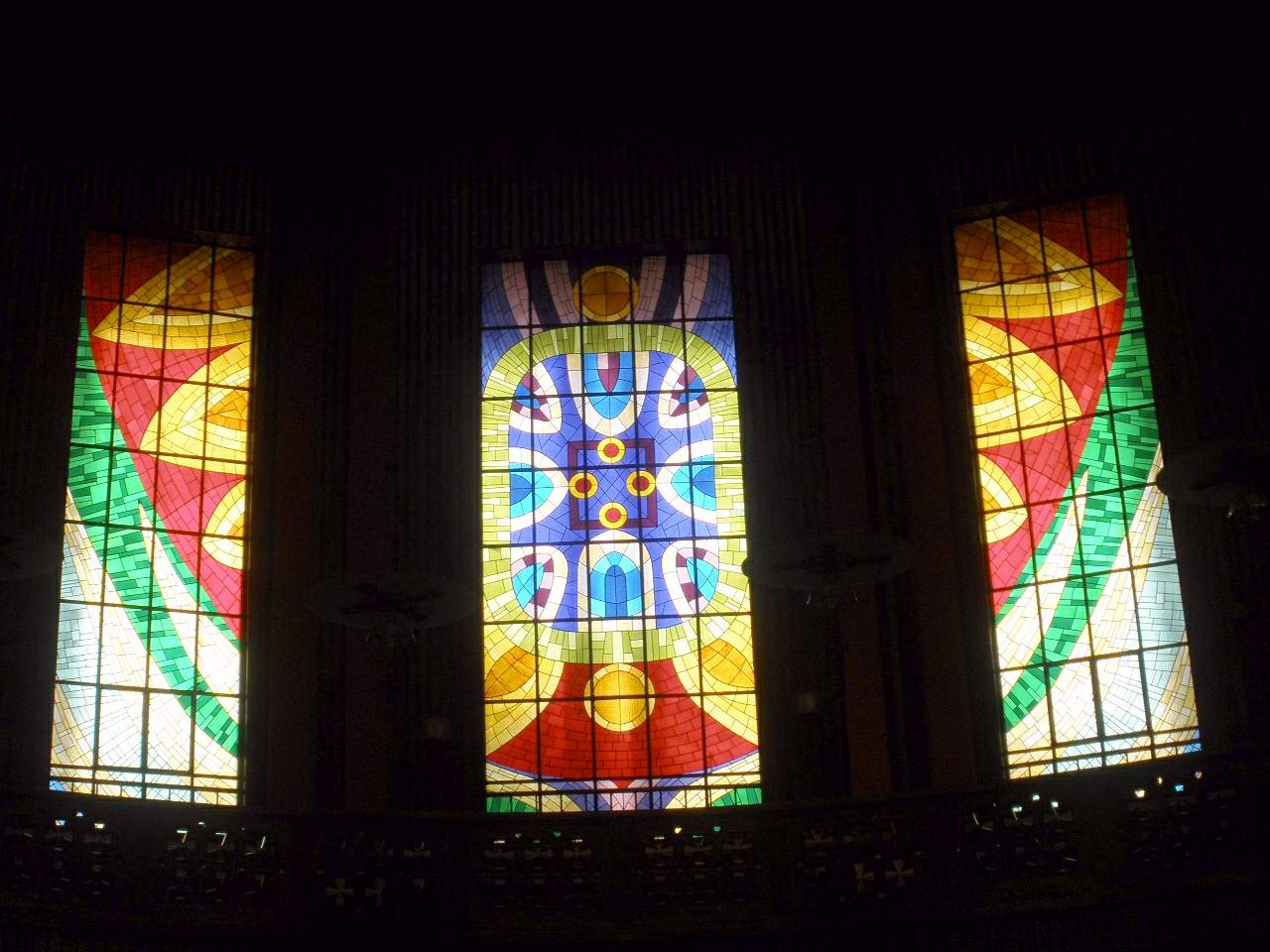
Vidrieras del Corazón de María en Oviedo

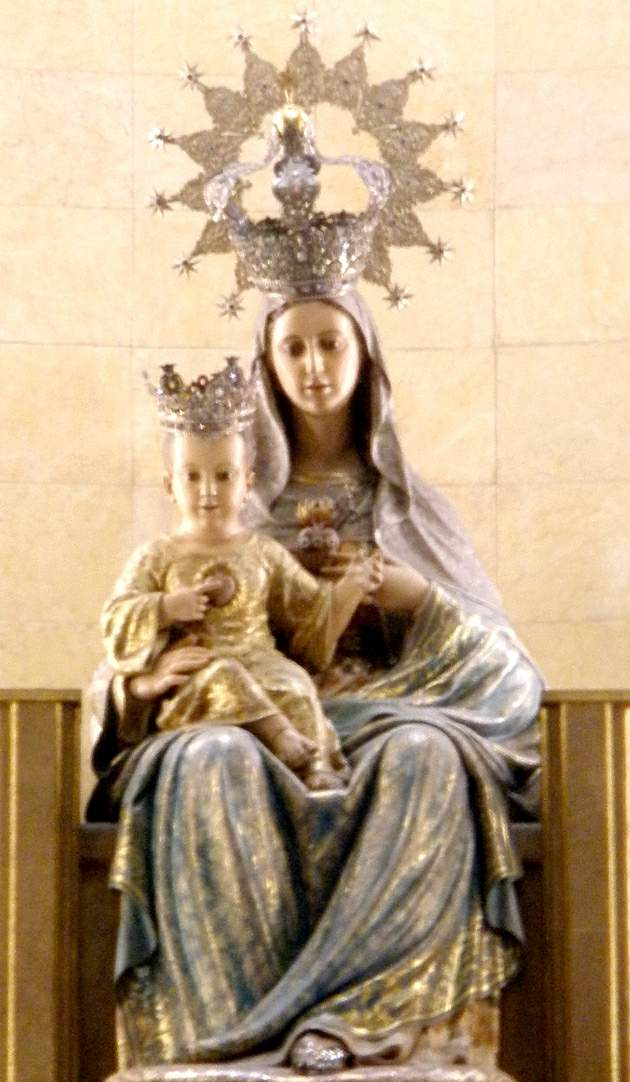
Corazón de María en Oviedo

La iglesia fue construida en los década de los 50 del siglo XX por los arquitectos gijoneses Hermanos Somolinos Cuesta. Tiene planta circular, igual que la iglesia de San Francisco de Asís de Oviedo. En la esquina con la calle del Dr. Alfredo Martínez tiene una torre campanario de siete pisos de altura. En la fachada se utiliza el ladrillo visto de color rojo con columnas de hormigón revestidas de loseta blanca en la entrada. La cubierta es de pizarra. En el interior las paredes se recubren en madera. En una de las paredes del templo, junto al acceso a la capilla penitencial, un cuadro recuerda al claretiano de Oviedo, Juan Díaz Nosti, beatificado por el Papa Juan Pablo II en el año 1992. Hay una imagen de San Antonio María Claret y otra de San José con el niño a ambos lados del presbiterio.
La imagen del Corazón de María aparece entronizada con el Niño sentado sobre su pierna derecha y situada sobre un alto pedestal de mármol negro veteado. Esta representación de la Virgen, Mater Amabilis, está coronada con 14 estrellas que simbolizan los Siete Sacramentos de la Iglesia Católica (Bautismo, Penitencia, Eucaristía, Confirmación, Matrimonio, Orden Sacerdotal y Unción de Enfermos) y las Siete Virtudes de la Virgen (Fe, Esperanza, Caridad, Humildad, Paciencia, Perseverancia y Obediencia). Sobre el Corazón de María se muestran las llamas, símbolo del amor divino y maternal, y está rodeado por rosas blancas que representan la pureza virginal. El Corazón del Niño Jesús aparece rodeado por una corona de espinas símbolo de la humillación que se convirtió en gloria.
El Corazón de María se constituyó como parroquia en el año 1970. En los bajos parroquiales se celebra todas las navidades, desde el año 1988, un rastrillo solidario organizado por los Amigos de las Misiones Claretianas y que puso en marcha Isidro Sallés Perarnau. El Rastrillo Misionero Claretiano tiene la finalidad de ayudar económicamente a las Misiones Claretianas distribuidas por diferentes países del mundo. La parroquia del Corazón de María es la encargada de los cursillos prematrimoniales en el Arciprestazgo de Oviedo desde el año 1972 y fueron creados por el Padre Eustaquio Zalacaín Arrúe, fallecido en el año 2000. Hace algunos años contó con una residencia de estudiantes.

## Enlaces
- Parroquia del Corazón de María.
- Corazón de María. Arzobispado de Oviedo.

- Datos: Q85871236
- Multimedia: Church of Inmaculado Corazón de María, Oviedo / Q85871236